# Кизель, Александр Робертович
Александр Робертович Кизель (6 (18) марта 1882 — 29 сентября 1942) — русский и советский биохимик, профессор Московского университета. Основатель кафедры биохимии растений МГУ. Ранее годом смерти считался — 1948.

## Биография
Родился в семье инженера-химика. С 1892 по 1900 годы учился в Пятой московской гимназии, затем поступил на естественное отделение физико-математического факультета Московского университета. Окончив университет в 1904 году, по приглашению К. А. Тимирязева остался работать на кафедре физиологии растений для подготовки к профессорскому званию.
В 1907, 1909 годах работал у Эрнста Шульце в Цюрихе. Стажировался также в Гейдельберге, Геттингене и Париже. В 1908 году после сдачи магистерских экзаменов стал приват-доцентом Московского университета. В 1909 году А. Р. Кизель работал в лаборатории А. Косселя, будущего лауреата Нобелевской премии по физиологии и медицине (1910).
В 1918 году избран профессором Саратовского университета, где и продолжил работу. Кроме того, он был профессором Саратовского политехнического института, Саратовского института народного образования; он успевал читать лекции на учительских курсах, на курсах садоводства, в Обществе естествоиспытателей, состоял членом Комиссии по изучению реки Волги при Саратовском микробиологическом институте. Во время работы Кизеля в Саратове его ученик, оставленный при университете, А. И. Опарин, занял освободившееся место ассистента кафедры физиологии растений, приняв на себя обязанности руководителя студенческих дипломных работ биохимического направления.
В 1922 году Кизель вернулся из Саратова в МГУ, заняв должность сверхштатного профессора. Читал факультативный курс биохимии растений для студентов-ботаников, который в 1929 году стал обязательным. В 1929 году возглавил образованную на ботаническом отделении кафедру биохимии растений.
В 1930 году основал кафедру биохимии растений МГУ.
Работал в Институте микробиологии АН СССР.
Жил в Москве по адресу: Померанцев переулок, д.9.
5 февраля 1942 года А. Р. Кизель был арестован, осуждён за «контрреволюционную агитацию и измену Родине», и 29 сентября того же года расстрелян на полигоне Коммунарка. Реабилитирован в 1956 году. 

Арест А. Р. Кизеля привёл к ссылке в Норильск его сына Владимира Кизеля (1912 — 2006) — известного альпиниста, участника первовосхождения на пик Победы в команде Виталия Абалакова (в 1956 году).

## Сочинения
- Практическое руководство по биохимии растений, М.-Л., 1934.
- Химия протоплазмы, М.-Л., 1940.
- Очерк развития химии и биохимии белка в СССР, «Успехи современной биологии», 1938, т. 7, с. 3 и 358.